# Comuna Krînîcine, Trosteaneț
Krînîcine (în ucraineană Криничне) este o comună în raionul Trosteaneț, regiunea Sumî, Ucraina, formată din satele Krînîcine (reședința) și Mașkove.

## Demografie
Componența lingvistică a comunei Krînîcine
     Ucraineană (91,04%)
     Rusă (7,38%)
     Belarusă (1,41%)
     Alte limbi (0,18%)
Conform recensământului din 2001, majoritatea populației comunei Krînîcine era vorbitoare de ucraineană (91,04%), existând în minoritate și vorbitori de rusă (7,38%) și belarusă (1,41%).